# Sébastien Vidal
Pour les articles homonymes, voir Vidal.
Sébastien Vidal (né le 6 juin 1980 à Gap en France) est un joueur français de hockey sur glace.

## Carrière de joueur
Il évolue depuis la  1998-1999 avec son club formateur des Rapaces de Gap. Après sa formation dans les catégories jeunes du club, il rejoint l'équipe première alors dirigé par Alain Pivron. Il y côtoie notamment Franck Saunier. Sa première saison se conclut avec une fiche de 5 buts et 3 assistances (8 points) en Division 1.
Sébastien marque peu de point mais il sait aller au contact et jouer avec son gabarit. C'est un joueur précieux dont n'importe quel équipe à besoin.
Il poursuit la grande tradition de la formation "à la gapençaise" dont les meilleurs exemples sont Romain Moussier, Christian Pouget, Bernard Cal, Charles et Georges Libermann, Benoît Bachelet, Thierry Chaix etc.
À l'issue de la saison 2009-2010, il met un terme à sa carrière.

## Statistiques
Pour les significations des abréviations, voir Statistiques du hockey sur glace.
| Saison           | Équipe | Ligue        |     | Saison régulière | Saison régulière | Saison régulière | Saison régulière | Saison régulière |   | Séries éliminatoires | Séries éliminatoires | Séries éliminatoires | Séries éliminatoires | Séries éliminatoires |
| Saison           | Équipe | Ligue        | PJ  | B                | A                | Pts              | Pun              | PJ               | B | A                    | Pts                  | Pun                  |                      |                      |
| Saison 1998-1999 | Gap HC | Division 1   | ?   | 5                | 3                | 8                | ?                |                  |   |                      |                      |                      |                      |                      |
| 1999-2000        | Gap HC | Division 1   | ?   | ?                | ?                | ?                | ?                |                  |   |                      |                      |                      |                      |                      |
| 2002-2001        | Gap HC | Division 1   | 26  | 6                | 7                | 13               | 69               |                  |   |                      |                      |                      |                      |                      |
| 2002-2002        | Gap HC | Division 1   | ?   | 8                | 4                | 12               | ?                |                  |   |                      |                      |                      |                      |                      |
| 2002-2003        | Gap HC | Ligue Magnus | 19  | 5                | 3                | 8                | 75               |                  |   |                      |                      |                      |                      |                      |
| 2003-2004        | Gap HC | Ligue Magnus | 17  | 0                | 1                | 1                | 41               |                  |   |                      |                      |                      |                      |                      |
| 2004-2005        | Gap HC | Ligue Magnus | 16  | 0                | 0                | 0                | 8                |                  |   |                      |                      |                      |                      |                      |
| 2005-2006        | Gap HC | Ligue Magnus | 19  | 4                | 1                | 5                | 16               | 4                | 0 | 1                    | 1                    | 8                    |                      |                      |
| 2006-2007        | Gap HC | Division 1   | 27  | 5                | 8                | 13               | 62               |                  |   |                      |                      |                      |                      |                      |
| 2007-2008        | Gap HC | Division 1   | 23  | 4                | 6                | 10               | 52               | 4                | 0 | 0                    | 0                    | 0                    |                      |                      |
| 2008-2009        | Gap HC | Division 1   | 24  | 5                | 1                | 6                | 97               | 6                | 0 | 0                    | 0                    | 8                    |                      |                      |
| 2009-2010        | Gap HC | Ligue Magnus | 25  | 1                | 0                | 1                | 40               | 2                | 0 | 1                    | 1                    | 0                    |                      |                      |
| Totaux           | Totaux | Totaux       | 196 | 43               | 34               | 77               | 460              | 16               | 0 | 2                    | 2                    | 16                   |                      |                      |